# Аллилуйя

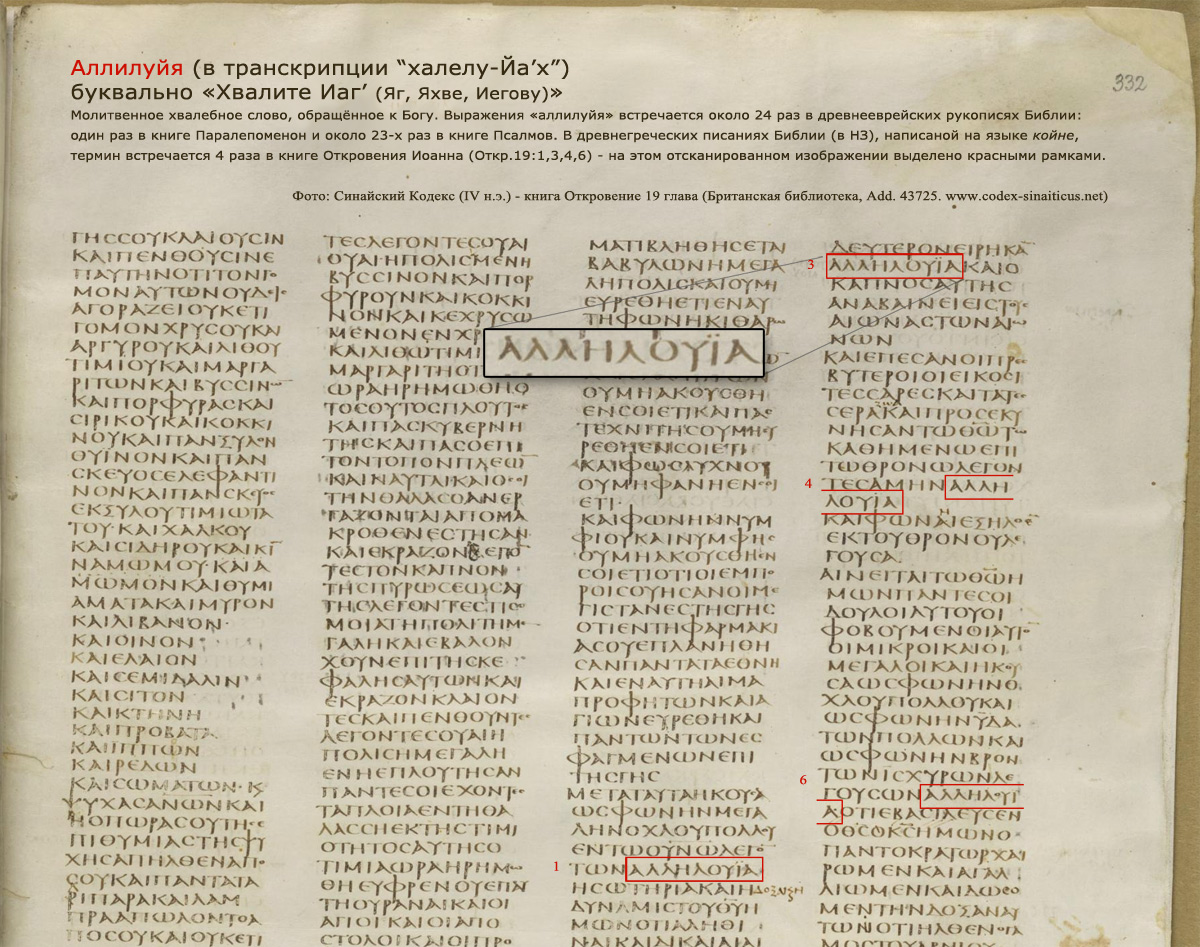
. Синайский кодекс (IV век н. э.), Британская библиотека, Add. 43725

Аллилу́йя (звукоподражательное [ɐlʲɪˈɫuɪ̯ːə]; через церк.-слав. а҆ллилꙋ́їа, лат. alleluia, др.-греч. αλληλουια, арам. הללויה, от др.-евр. הַלְלוּ יָהּ‬, халелу йах — «восхвали́те Иаг») — призыв ведущего молитву к восхвалению Бога, обращённый к общине. Слово αλληλουια, записанное в Септуагинте, передаётся на русский язык как «аллилуия» или «аллилуйя»; вошло в ряд других языков, а также в христианское богослужение без перевода, подобно словам: «аминь», «маран-афа», «осанна» и другим. В иудаизме используется как Галель в синагогальной службе и зафиксирован в сидуре, куда вошёл из Священного Писания (из книги Псалтирь/Псалмы/Тегилим). В некоторых современных переводах Библии на русский язык передаётся словосочетанием «восхваляйте Господа», «восхваляйте Бога».

## Библейские корни
Слово «аллилуйя» неоднократно встречается в древнееврейских текстах Библии, дважды в книге Паралипоменон (16:36, 23:30) и более 20-и раз в Псалтири (исключая 134:3 еврейского текста), «аллилуйя» служит:
- введением (106[11], 110, 111);
- заключительным словом (103[12], 104[13], 113[14], 115[14], 116[14], 145[15], 147[14], 148[15], 149[15], 150[16]);
- и тем и другим (105[17], 112[17], 134[17]).

Среди них — так называемый «Галель» (псалмы 112—117), исполнявшийся, в частности, на Пасху (ср. Мф. 26:30). «Синагогальные» псалмы пели антифонно, ведущий молитву призывал к восхвалению Бога словом «аллилуйя» («восхвалите Господа»), поэтому изначально им начинали псалом (см. греческий текст и церковнославянский перевод), а не оканчивали, как в масоретском тексте. В конце ведущий молитву призывал общину произнести слово «аминь», и община произносила «аминь, аминь».
В новозаветной части Библии, написанной на древнегреческом диалекте койне, термин «аллилуйя» (без перевода) встречается четырежды в книге Откровение (19:1, 3, 4, 6), где слово «аллилуйя» встречается в торжествующей хвалебной песне, преисполненной радостью от того, что пала «великая блудница» (Вавилон). Иоанн Богослов в торжественном небесном гимне, воспетом «двадцатью четырьмя старцами» (19:4) и ангелом, сошедшим с неба, после пророческого изображения праведного суда Божия над Вавилоном, «и слышал я как бы голос многочисленного народа, как бы шум вод многих, как бы голос громов сильных, говорящих: аллилуия! ибо воцарился Господь Бог Вседержитель» (Откр. 19:6).
Аллилуйя выступает в повелительной форме («хвали́те Господа»). Это свидетельствует о том, что в храмовой службе в Древнем Израиле оно являлось обращением руководящего богослужением к молящимся с целью вызвать их ответное слово. Со временем «аллилуйя» стало самостоятельным культовым восклицанием и в таком качестве было воспринято христианским богослужением. При этом в подавляющем большинстве библейских переводов это слово было сохранено без перевода, в современных изданиях Библии нередко сопровождается подстрочным примечанием-переводом.

## Авраамические религии

### Христианство

#### Византийский обряд
Православная церковь и ряд восточнокатолических церквей пением «аллилуйя» отмечаются несколько торжественных моментов литургии:
- в припевах второго праздничного антифона, например, в Богоявление «спаси ны, Сыне Божий, во Иорда́не Крести́выйся, поющия Ти: Аллилуиа» и в припевах третьего вседневного антифона «спаси ны, Сыне Божий, во святых ди́вен Сый, поющия Ти: Аллилуиа»;
- на малом входе с Евангелием «прииди́те, поклонимся и припаде́м ко Христу. Спаси ны, Сыне Божий, Воскресы́й из мертвых, поющия Ти: Аллилуиа»[21]. При архиерейском служении «аллилуйя» поётся тройное, причём сначала духовенством на средине храма, потом окончание этого песнопения — хором с народом, и затем снова духовенством уже в алтаре;
- когда в особые «господские» праздники вместо «Святы́й Бо́же» поётся «Ели́цы во Христа́ крести́стеся, во Христа́ облеко́стеся, аллилу́ия»;
- аллилуиарий — песнь перед чтением Евангелия, чаще всего состоящая из трёх блоков многократных «аллилуйя», разделённых стихами Псалтири;
- херувимская песнь, сопровождающая великий вход с предложенными Дарами, завершается троекратным «аллилуйя». Перед Великим входом эта херувимская песнь с троекратным «аллилуйа» трижды произносится (в пол-голоса) духовенством в алтаре;
- причастен (киноник) — стих, исполняемый во время причащения духовенства, завершается троекратным «аллилуйя». В Знаменном пении среди крюков есть ещё понятия: «Аллилуйя кена́ничная», называемая ещё «хабоува» — надпись над мелодией «аллилуйя», которая поётся после киноника (запричастного стиха); «Аллилуйя полско́ка», «Аллилуйя ради́лова», «Аллилуйя скок»[22];
- по окончании причащения мирян поётся троекратная «аллилуйя» (может повторяться);
- благодарственный гимн по причащении («да исполнятся уста наша…») также завершается троекратным «аллилуйя».

#### В богослужениях суточного круга
В богослужениях суточного круга «аллилуйя» используется как завершение псалмов, их групп (кафизм и так называемых «слав») или даже каждого стиха одного псалма:
- так, на воскресной вечерне с «аллилуйя» после каждого стиха поётся «Блажен муж»;
- на кафизмах утрени;
- на полиелее поются 134-й и 135-й псалмы и продолжающий его поётся 136-й псалом, как сказано в Типиконе, с «аллилуйей красною» (последний исполняется трижды в году — в неделю о блудном сыне, мясопустную неделю и Прощёное воскресенье). «Аллилуйя красная» означает, что аллилуйя должна петься на 8-й глас Октоиха (8-й глас Октоиха древние русские певцы называли «красным»);
- псалмы или группы псалмов на вечерне, повечерии, полунощнице, утрене и часах завершаются славословием, включающим в себя трёхкратную (трегубую) «аллилуйя, аллилуйя, аллилуйя, слава Тебе, Боже» (о трегубой аллилуйе и спорах вокруг неё см. ниже).

#### Аллилуйные богослужения
В среду и в пятницу сырной седмицы, в будничные дни Великого поста и в некоторые дни трёх других постов (последнее в приходской практике почти не соблюдается), а также в заупокойные (родительские) субботы совершается так называемая «служба с Аллилуиа» — утреня, на которой после шестопсалмия и великой ектении поётся не «Бог Госпо́дь…» (на слова из 117-го псалма), а «Аллилуйя» с особыми стихами. Так как отпевание и панихида представляют собой несколько изменённую заупокойную утреню, то и эти чинопоследования содержат «Аллилуйя» со стихами.

#### В чинопоследованиях таинств и обрядов
«Аллилуия» встречается также: в чинопоследованиях таинств крещения, венчания, елеосвящения, в освящениях мира, антиминса, храма (престола), священных сосудов, священнических одежд, икон, домов, воды, в молебнах, акафистах, отпеваниях, панихидах, а также в домашних (келейных) молитвах.

#### Спор о сугубой и трегубой аллилуйе
Обычное богослужебное завершение псалмов, «слав» и кафизм «Аллилуйя, аллилуйя, (аллилуйя), слава Тебе, Боже» стало в России причиной ожесточённого богословского спора, а затем одним из поводов церковного раскола XVII века.
Обычаи троекратного и двукратного возглашения «аллилуйя» («трегубая» и «сугубая» аллилуйя соответственно) сосуществовали и не вызывали недоумений. Впервые вопрос о правильности того или иного способа был поднят в соборной грамоте псковского духовенства, направленной митрополиту Фотию. В ответном послании от 12 августа 1419 года Фотий благословил псковичей петь «трегубую» аллилуйу, что и было принято в большинстве приходов, при этом сугубая аллилуйя сохранилась в некоторых монастырях. В 1454 году спор возобновился, в пылу полемики оппоненты обвиняли друг друга в ереси. В начале XVI века эта полемика нашла отражение в анонимном житии преподобного Ефросина Псковского, действительно участвовавшего в обсуждении спорного вопроса в XV веке. Автор жития рассказал о путешествии Ефросина в Константинополь, где он получил подтверждение о правильности «сугубой» аллилуйи, а затем изложил бывшее ему видение Богородицы, сообщившей о «тайне сугубой Аллилуйя». Большой Московский собор 1666—1667 годов, а намного позже профессор Голубинский указал на многочисленные неточности и противоречия жития, но современники автора считали житие достоверным. Под влиянием доводов этого жития Стоглавый собор 1551 года постановил «сугубить» аллилуйу, что в течение последующего века закрепилось в печатных богослужебных книгах. Двойная аллилуйя не была нововведением, появившимся в России лишь в XV веке, как утверждали сторонники церковных реформ XVII века, и тем более не погрешность или опечатка в богослужебных книгах.
Между тем, только к XVII веку в греческих церквях возобладала практика трегубой «аллилуйи», и патриарх Никон, стремившийся к согласованию русского богослужения с греческим, выпустил в 1656 году новые богослужебные книги с «трегубой» аллилуйей. Несогласные с реформами Никона старообрядцы считали «трегубую» аллилуйу нарушением постановлений Стоглавого собора и прямым непослушанием воле Богородицы, изложенной в житии Евфросина Псковского. Примечательно, что и никониане, и старообрядцы при решении чисто практического вопроса о количестве «аллилуй» обвиняли друг друга в ереси. Сторонники реформ утверждали, что «трегубая» аллилуйя совершается в честь Святой Троицы. По мнению идеологов старообрядчества, «аллилуйя» означает «Слава Тебе, Боже», и «трегубящие» аллилуйя «четверят» таким образом Святую Троицу. Новообрядцы, например, Симеон Полоцкий в своей книге «Жезл правления», считали, что «Аллилуйя» означает каждое лицо Троицы, а возглас: «Слава Тебе, Боже» означает единство лиц Троицы; если же старообрядцы произносят дважды «Аллилуйя», то вместо Троицы изображают, что в Боге только две ипостаси (лица).
Большой Московский собор 1666—1667 годов, осудивший и извергший Никона из священства, утвердил его реформы и окончательно запретил сугубую «аллилуйу». Она сохранилась в среде старообрядцев и в единоверии.

#### Латинские обряды
В римском латинском обряде (как и в других локальных амвросианском, мосарабском, беневентанском и др.) возглас (аккламация) «аллилуйя» широко употреблялся.

### Иудаизм
112-й псалом поют антифонно, в старину ведущий молитву пел стих Галеля (псалмы 112—117), а община после каждого стиха вторила словом «аллилуйя», всего — 123 раза, а ныне всякая община имеет свои обычаи пения.